# Charlotte de La Trémoille

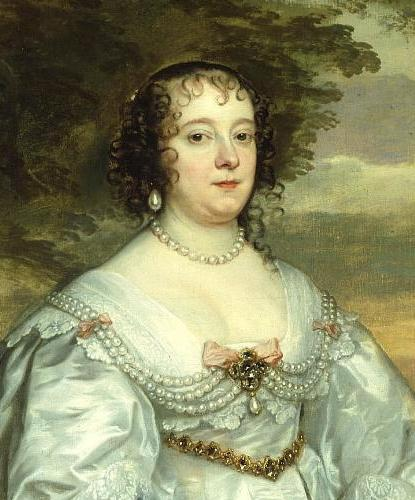
Porträt von Charlotte de la Tremoüille, Öl auf Leinwand, um 1633

Charlotte de La Trémoille (* Dezember 1599 auf Schloss Thouars, Poitou; † 22. März 1664 in Knowsley Hall, Lancashire), auch bekannt als Charlotte Stanley, Countess of Derby, war eine französische Adlige aus dem Haus La Trémoille und durch Heirat englische Countess of Derby.

## Leben
Charlotte de La Trémoille war die älteste Tochter von vier Kindern des bedeutenden Hugenottenführers Claude de La Trémoille, duc de Thouars und seiner Frau Charlotte Brabantina von Oranien-Nassau, die fünfte Tochter des Fürsten Wilhelm I. von Oranien-Nassau, dem Schweiger, und seiner dritten Frau Charlotte de Bourbon-Montpensier.

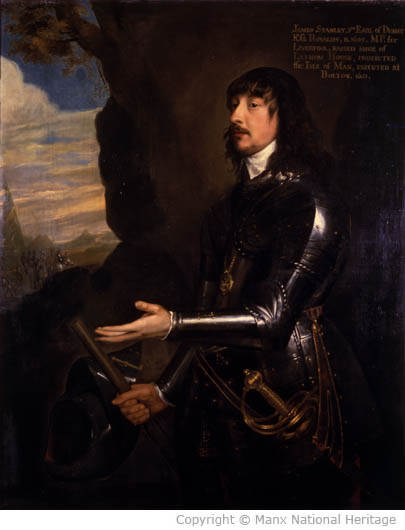
Porträt von James Stanley, 7. Earl of Derby, Öl auf Leinwand, 17. Jahrhundert

Am 26. Juni 1626 heiratete sie James Stanley, Lord Strange (1607–1651), den ältesten Sohn von William Stanley, 6. Earl of Derby, und Lady Elizabeth de Vere. Ihr Gatte beerbte 1642 seinen Vater als 7. Earl of Derby und war er ein Ururenkel des Königs Heinrich VII. Aus der Ehe gingen neun Kinder hervor:
- Charles Stanley, 8. Earl of Derby (1628–1672), ⚭ 1648 Dorothea Helena Kirkhoven († 1674), eine Mätresse des Königs Karl II.;
- Hon. Charlotte Stanley (1628–1629);
- Lady Henriette-Maria Stanley (1630–1685), ⚭ (1) 1650 Richard Molyneux, 2. Viscount Molyneux, ⚭ (2) 1654 William Wentworth, 2. Earl of Strafford;
- Lady Katherine Stanley (1631–1679[4]), ⚭ Henry Pierrepoint, 1. Marquess of Dorchester;
- Lady Amelia-Anna-Sophia Stanley (1632–1702[5]), ⚭ 1659 John Murray, 1. Marquess of Atholl;
- Hon. Henry-Frederick Stanley (1634–1638);
- Hon. James Stanley (1636–1638);
- Hon. Edward Stanley (1638–1664), unverheiratet;
- Hon. William Stanley (1641–1670), unverheiratet.

Im 17. Jahrhundert war Bolton ein Zentrum des Puritanismus und im Englischen Bürgerkrieg ein Bastion der Parlamentarier, umgeben von den Royalisten nahestehenden Gebieten. Am 28. Mai 1644 wurde Bolton von der Armee des königlichen Reitergenerals Prinz Ruprecht von der Pfalz, Duke of Cumberland unter der Führung des Earl of Derby angegriffen. Dieses Ereignis ist als  Massaker bekannt. Lady Derby war berühmt für ihre tapfere Verteidigung des Lathom House gegen die Parlamentarische Kräfte während des Ersten Englischen Bürgerkriegs (1644). Im Jahr 1651 wurde ihr Ehemann in Worcester gefangen genommen und in Bolton enthauptet.
Nachdem sie im Winter 1663/64 schwer erkrankt war, starb sie am 22. März 1664 in Knowsley Hall in  Lancashire und wurde am 6. April 1664 in Ormskirk neben ihrem Gatten bestattet.

## Name in verschiedenen Lebensphasen
- 1599–1626 Charlotte de La Tremoille
- 1626–1642 Charlotte Stanley, Lady Strange
- 1642–1651 Charlotte Stanley, Countess of Derby
- 1651–1664 Charlotte Stanley, Dowager Countess of Derby